# Culture intercalaire

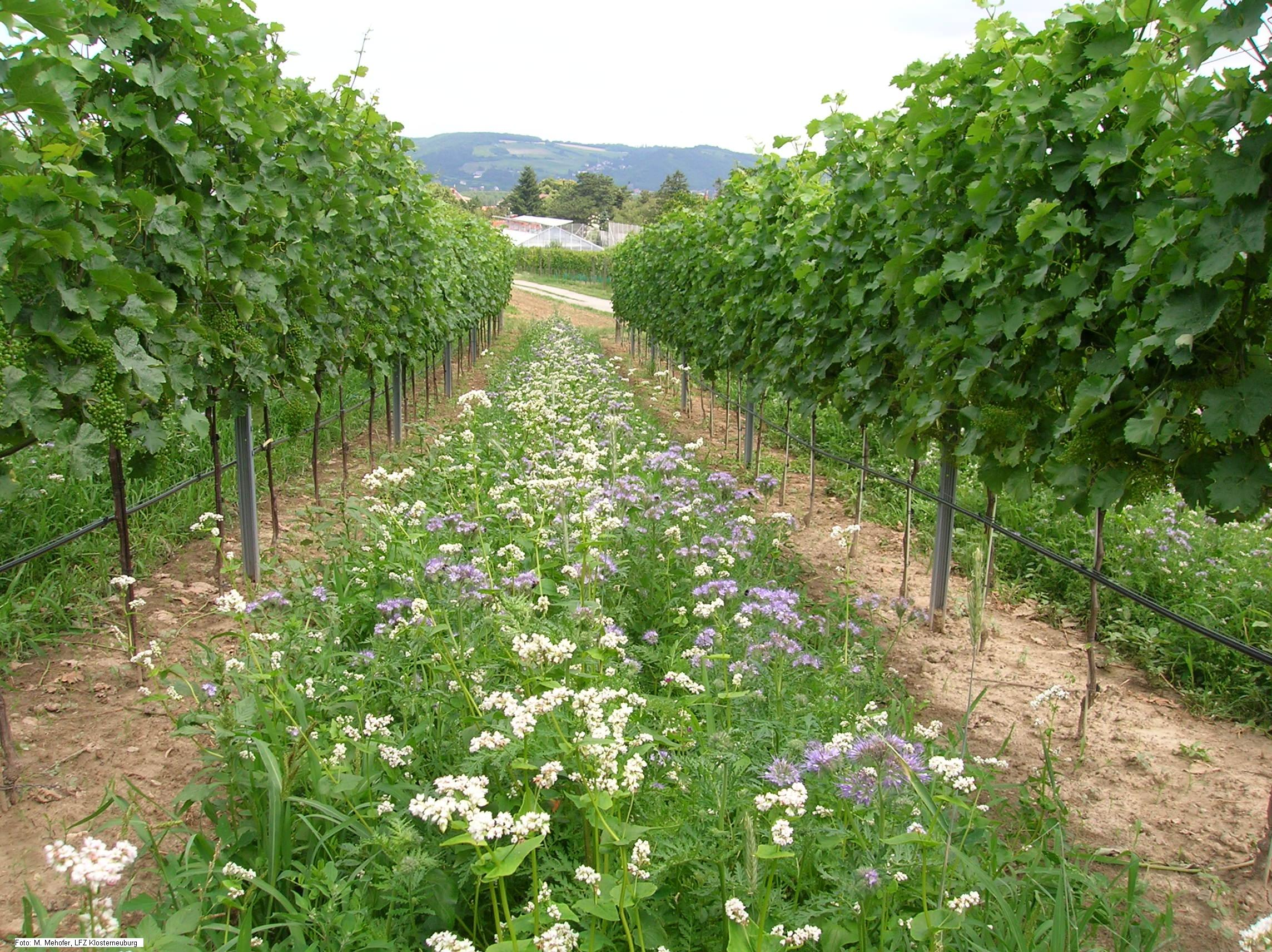
Un exemple de culture intercalaire entre des rangs de vignes

Une culture intercalaire est une culture associée installée entre les rangs de la culture principale pérenne ou non. Elle peut être permanente ou temporaire et revêtir un rôle environnemental particulier de type culture intermédiaire piège à nitrate (CIPAN) ou multi-services pour protéger le sol de l'érosion des sols, de l'évaporation ; comme le cas d'une culture intermédiaire d'inter-culture plus générale de type engrais vert. Elle est donc à différencier d'une culture intermédiaire aux fonctions proches mais à l'objectif différent. Elle se distingue aussi de la culture en bande (rangées suffisamment larges pour permettre une exploitation séparée, mais assez étroite pour produire des synergies entre espèces).

## Rôle divers
Cette technique est utilisée en agriculture ou en horticulture, pour la vigne, les arbres fruitiers, les rangs de maïs. 

### Agroforesterie
Dans un verger agroforestier, il peut être semé en inter-rangs en alternance de la luzerne ou du blé meunier. 

### Maraîchage
En maraîchage, une culture intercalaire peut s'effectuer sur les passe-pieds entre les planches de cultures.